# Hòa Phú, Châu Thành (Long An)
Hòa Phú là một xã thuộc huyện Châu Thành, tỉnh Long An, Việt Nam.

## Địa lý
Xã Hòa Phú nằm ở phía tây bắc huyện Châu Thành, có vị trí địa lý:
- Phía đông giáp xã Vĩnh Công
- Phía tây giáp thành phố Tân An và tỉnh Tiền Giang
- Phía nam xã Vĩnh Công và tỉnh Tiền Giang
- Phía bắc giáp thành phố Tân An và xã Bình Quới.

Xã có diện tích 9,29 km², dân số năm 1999 là 5.274 người, mật độ dân số đạt 568 người/km².

## Hành chính
Xã được chia thành 5 ấp: 1, 2, 3, 4, 5.